# Traité Élémentaire de Chimie

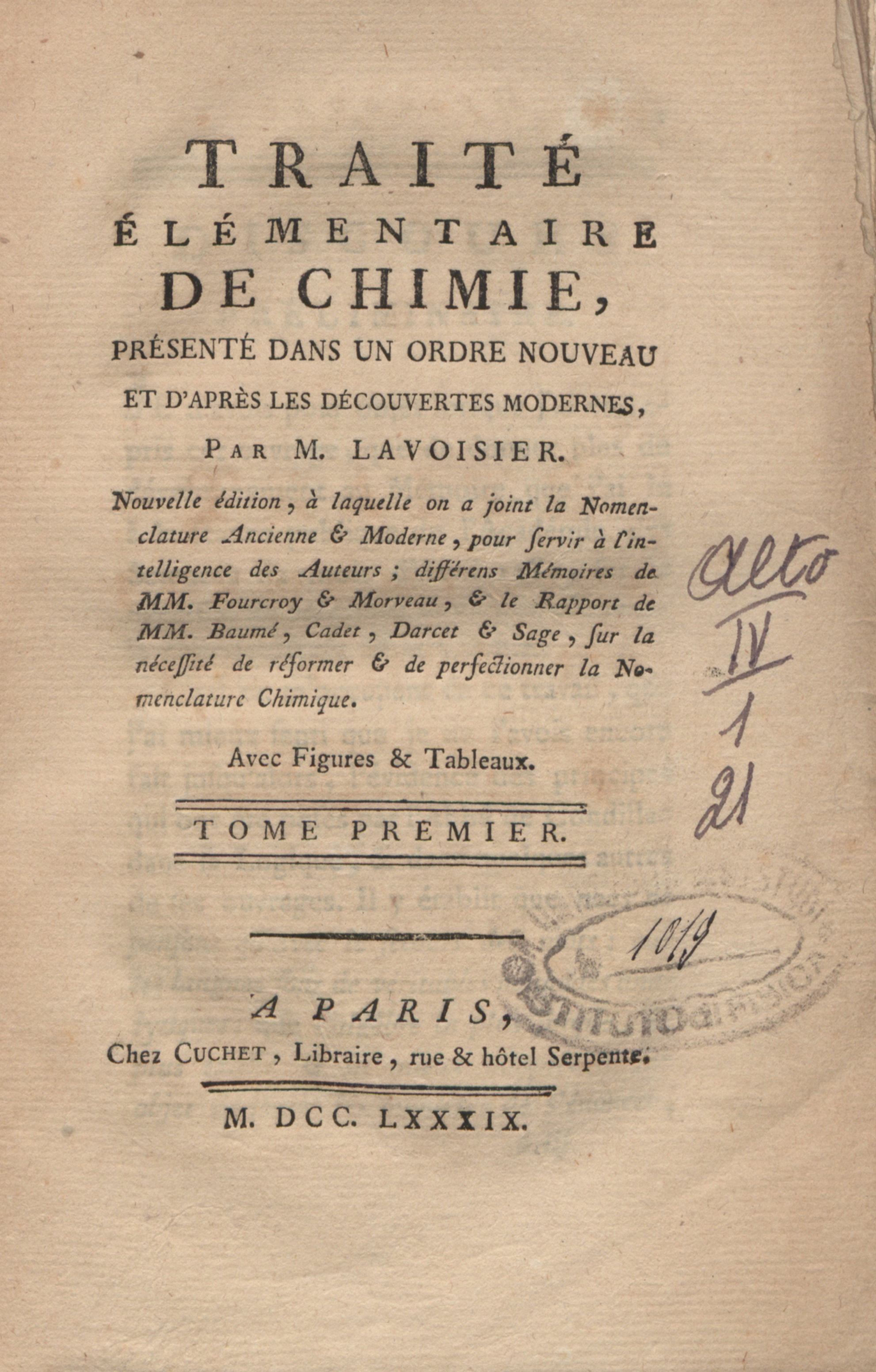
Traité élémentaire de chimie

Traité élémentaire de chimie (tratado elementar de química) é um livro texto escrito por Antoine Lavoisier e  publicado em 1789.  A obra é considerada o primeiro livro texto de química devido ao uso sistemático de instrumentos de precisão, metodologia rigorosa nos experimentos e por negar a teoria do flogisto postulado pela alquimia. O livro também contém uma tabela com os 33 elementos assim definidos por Lavoisier na época assim como uma definição de substância simples que foi fundamental para o desenvolvimento da química.